# Partula arguta
Partula arguta ist eine ausgestorbene Schneckenart der Gattung Partula. Sie war endemisch auf Huahine in den Gesellschaftsinseln.

## Beschreibung
Partula arguta erreichte eine Länge von 13 mm. Der Gehäusedurchmesser betrug 8,1 mm und die Länge der Mündung 7,7 mm. Das Gehäuse war tief perforiert, kurz, eiförmig, extrem dünn, zerbrechlich und hornig. Die Färbung war schwach sandfarben und unvollständig durchscheinend. Die Oberfläche war ziemlich glänzend und mit schwachen Wachstumslinien sowie mit mikroskopisch eingeschnittenen Spirallinien markiert, die schwach an der letzten Windung aber eng und ausgeprägt an der Spindel zu erkennen waren. Die Spindel war sehr kurz und kegelförmig. Es gab vier Windungen, von denen die letzte gleichmäßig gewölbt und kugelförmig war. Die Mündung war etwas schräg, im Umriss eiförmig und nahm die Hälfte der Gehäuselänge ein. Der Mundsaum (Peristom) war dünn und durchgehend geweitet. Die Außenlippe war gleichmäßig gewölbt. Der Basalrand war stärker gebogen. Der Spindelrand war zurückgebogen und geweitet. Die Spindel war oberhalb rechtsgewunden.

## Aussterben
1994 erreichte die 1974 in Französisch-Polynesien eingeführte Rosige Wolfsschnecke (Euglandina rosea) Huahine, was zu einem Aussterben von Partula arguta in der Wildnis führte. Im Zuge des 1987 von der Zoological Society of London ins Leben gerufenen Erhaltungszuchtprogramm für die Partula-Schnecken gelangten Exemplare von Partula arguta in den Londoner Zoo, von denen das letzte 1995 einging.